# Honda Technical Research Institute
Het Honda Technical Research Institute (HTR) vormde de basis voor wat later Honda Motor Co., Ltd. zou worden. Het bestond van 1946 tot september 1948.

## Geschiedenis
Soichiro Honda zag in 1946 bij een vriend een klein Mikuni-aggregaatmotortje dat bedoeld was voor de voeding van een militaire draadloze radio. Deze aggregaatjes waren na het einde van de Tweede Wereldoorlog nutteloos geworden, maar Mikuni had er nog 500 in verschillende magazijnen liggen. Honda besloot de motortjes op te kopen en ze om te bouwen tot clip-on motor om fietsen aan te drijven. Hij kocht een leegstaande fabriek in Hamamatsu en huurde twaalf of dertien personeelsleden in. Daar kwam in 1947 Kiyoshi Kawashima bij, een ingenieur die Honda in 1973 als algemeen directeur zou opvolgen. In 1948 was de fabriek al te klein en kocht Honda een tweede fabriek in in Higashimurayama (Tokio). In september van dat jaar beschikte het Honda Technical Research Institute al over een bedrijfskapitaal van 1 miljoen Japanse yen en opende men het "hoofdkantoor" dat uit slechts één kamer bestond in Itaya-cho, vlak bij het station van Hamamatsu. Toen produceerde men al een motor naar eigen ontwerp, het Honda Model A, dat 60 procent van de Japanse markt voor hulpmotoren veroverde. Toen verdween ook de naam "Honda Technical Research Institute", en dit ging op in het opgerichte Honda Motor Corporation.